# Хронологија СФРЈ и СКЈ септембар 1972.
Хронолошки преглед важнијих догађаја везаних за друштвено-политичка дешавања у Социјалистичкој Федеративној Републици Југославији (СФРЈ) и деловање Савез комуниста Југославије (СКЈ), као и општа политичка, друштвена, спортска и културна дешавања која су се догодила у току септембра месеца 1972. године.
| ← август · Хронологија СФРЈ и СКЈ током 1972. године · октобар → |

#### 2—3. септембар
- Председник Републике Јосип Броз Тито боравио у Ријеци. Током боравка, он је 3. септембра посетио бродоградилиште „3. мај“, где се обратио радницима и позвао их да заоштравају питања одговорности и доследности у спровођењу усвојених одлука.

#### 3—7. септембар
- У посети Народној Републици Бугарској боравио савезни секретар за спољну политику Мухамед Хаџић.

#### 4—7. септембар
- У посети Југославији боравио председник Владе Царевине Етиопије Аклилу Хабате Волда.

#### 5. септембар
- Председник Републике Јосип Броз Тито допутовао у петодневну посету Загребу. Истог дана одржао је састанак са члановима Градске конференције Савеза комуниста Загреба.

#### 5—7. септембар
- У посети Београду боравио градоначелник Западног Берлина Клаус Шиц.

#### 6. септембар
- У Загребу председник Републике Јосип Броз Тито примио делегацију радника Металуршког завода железаре Сисак, са којима је водио разговоре о развоју радничког самоуправљања.
- У Загребу председник Републике Јосип Броз Тито примио аустријског научника Хајнца Шулхајна Шулца, који је боравио у посети Југославији.

#### 7. септембар
- У Загребу председник Републике Јосип Броз Тито отворио међународни Јесењи загребачки велесајам, највећу привредну манифестацију ове врсте у земљи, на којој су учествовали излагачи из 59 земаља.

#### 8. септембар
- Председник Републике Јосип Броз Тито посетио Иванић-Град. Током посете он је обишао навјеће нафтоводно поље и водио разговоре са активом предузећа ИНА-Нафтаплин, као и друштвено-политичким активом општине Иванић-Град.
- У Титограду Бранку Ђопићу додељена „Његошева награда“ за књижевни рад.

#### 10. септембар
- На Мраковици, врху Козаре обележена тридесета годишњица непријатељске офанзиве на Козару (1942) у оквиру које је председник Републике Јосип Броз Тито открио грандиозни споменик „Револуцији“ (висок 34 метара, аутор вајар Душан Џамоња). Откривању споменика присуствовао је велики број грађана, а потом је у Приједору одржан збор на ком је у присуство око 100.000 грађана „о херојској борби народа Козаре“ говорио Јосип Броз Тито. Истог дана, за заслуге у току Народноослободилачког рата Други крајишки партизански одред је одликован Орденом народног хероја.
- У Београду умро Саво Миљановић „Јаран“ (1916—1972), генерал-мајор ЈНА. Сахрањен је у Алеји народних хероја на Новом гробљу у Београду.

#### 10—12. септембар
- На Бледу одржан састанак парламентарних делегација Југославије и Савезне Републике Немачке, на којој је разматрана билатерална сарадња и припреме за предстојећу Конференцију о европској безбедности и сарадњи (КЕБС)
- У посети Народној Републици Пољској боравила делегација Савезне скупштине, коју је предводио Џавид Нимани.

#### 11—16. септембар
- У посети Југославији боравио Карнелис Буртијен, министар за развој Краљевине Холандије.

#### 12. септембар
- Одржана седница Извршног бироа Председништва СКЈ, на којој је извршена анализа друштвено-политичких кретања у републикама и покрајинама и расправљало се о припремама за Трећу конференцију СКЈ.

#### 12—19. септембар
- У посети Југославији, боравио председник Савета министара Социјалистичке Републике Румуније Јон Георге Маурер.

#### 13—15. септембар
- У незваничној посети Југославији боравио председник Републике Аустрије Франц Јонас. Током посете он се два пута - 13. и 15. септембра у Београду сусрео са председником Републике Јосипом Брозом Титом, са којим је водио разговоре и неформалну размену мишљења о разним питањима.

#### 13. септембар—8. октобар
- У Београду отпочео  Београдски интернационални театарски фестивал (БИТЕФ). Овогодишњи фестивал отворило је позориште из Барселоне извођењем драме „Јерма“, Гарсија Лорке.

#### 15. септембар
- У Београду у Белом двору, председник Републике Јосип Броз Тито примио генералног секретара Комунистичке партије Шпаније Сантјага Кариља, који је боравио у незваничној посети Југославији (био је на одмору), од 3. до 23. септембра. Састанку између председника Тита и генералног секретара КП Шпаније, присуствовао је и члан Извршног бироа Председништва СКЈ Киро Глигоров.

#### 15—17. септембар
- У Шведској Тројица усташких терориста - Рудолф Прскало, Никола Лисац и Томислав Ребрина извршила отмицу авиона Даглас ДЦ-9 компаније „САС“, који је био на линији Гетеборг-Стокхолм и имао 108 путника и чланова посаде. После отмице они су пилоте присили да слете у Малме, где су отпочели преговоре са шведским властима око пуштања из затвора шесторице усташких терориста - Мире Барешића, Анђелка Брајовића, Блага Микулића, Иван Вујичевић, Маринка Лема и Анте Стојанова, који су учествовали у упаду у југословенски конзулат у Малмеу, у фебруару и убиству амбасадора Владимира Роловића, у априлу 1971. године. После петнаест сати преговора, они су ослобођени и укрцани у авион који је, ослободивши све путнике, са посадом одлетео у Мадрид, где су се отмичари и бивши затвореници предали и затражили азил. Сви су били ухапшени и Шведска је од Шпаније захтевала њихово изручење (СФРЈ је тражила од Шведске да тражи њихово изручење, јер она није имала дипломатске односе са Шпанијом). Шпанске власти су то одбиле и бивши затвореници су убрзо били пуштени и отишли су у Парагвај. Отмичари авиона су били осуђени на дванаест година затвора, али их је после две и по године помиловао генерал Франко.

#### 16. септембар
- У Мостар одржана прослава тридесетогодишњице формирања херцеговачке пролетерске бригаде, којој је присуствовао велики број грађана. На народном збору говорио је Едвард Кардељ.

#### 17. септембар—11. октобар
- У Скопљу одржана  шаховска олимпијада, на којој су учествовали представници из 63 земље (упоредо са овом одржана је и V женска шаховска олимпијада). Представници Југославије (Светозар Глигорић, Борислав Ивков, Љубомир Љубојевић, Александар Матановић, Милан Матуловић и Јосип Рукавина) су освојили треће место. Прво и друго место освојили су представници Совјетског Савеза и Мађарске.

#### 17—26. септембар
- У посети Југославији, на позив Председник СКЈ Јосипа Броза Тита, боравила делегација Комунистичке партије Индије, коју је предводио председник Срипад Амрит Данге. Током посете делегација је поред Београда, посетила СР Словенију, СР Македонију и Дубровник. Чланове делегације, 18. септембра је на Брионима примио и председник Републике и председник СКЈ Јосип Броз Тито.

#### 18. септембар
- У Београду одржана седница Извршног бироа Председништва СКЈ, којој је присуствовао и председник СКЈ Јосип Броз Тито. На седници су разматрана нека питања остваривања политике СКЈ и утврђене мере које треба предузети да би Савез комуниста повећао своје „јединство, акциону способност и ефикасност у деловању“. У оквиру ових мера донета је одлука да се свим организацијама и члановима СКЈ упути Писмо председника СКЈ и Извршног бироа Председништва СКЈ (садржај писма је објављен 29. септембра). Расправљано је и о припремама за Десети конгрес и Трећу конференцију СКЈ.

#### 18—21. септембар
- У посети Југославији, као гости Савезне скупштине боравила делегција чланова парламента Уједињеног Краљевства - Џулијан Емери, државни министар у Министарству иностраних послова и члан парламента и генерал Фицрој Меклејн, председник Британско-југословенског друштва и парламента.

#### 18—25. септембар
- У посети Југославији, боравио председник Парламента Републике Кипар Глафкос Клеридес. Током посете он се састао са председником Савезне скупштине Мијалком Тодоровићем и са њим водио разговоре о даљој сарадњи између парламента Кипра и Југославије. У оквиру посете СФРЈ, председник кипарског парламента је посетио - САП Војводину и СР Хрватску.

#### 19. септембар
- У Београду одржана седница Председништва СФРЈ, којом је председавао председник Републике Јосип Броз Тито. На седници су разматрана резултати недавне Конференције министара иностараних послова несврстаних земаља, која је одржана половином августа у Џорџтауну. Председништво је такође размотрило предузете активности у циљу јачања безбедности СФРЈ.

#### 20. септембар
- У посету Народној Републици Мађарској отпутовао члан Савезног извршног већа Трпе Јаковлевски.

#### 20—23. септембар
- У посети Југославији, на позив председника Републике Јосипа Броза Тита, боравила краљица Јулијана, суверен Краљевине Холандије. Са њом су у посету допутовали и њен супруг - принц Бернард и министар иностраних послова В. К. Х. Шмелцер. У току посете, краљица Јулијана се 21. септембра у Белом двору сусрела са председником Титом, који је њу и принца Бернарда одликовао Орденом југословенске велике звезде.

#### 24. септембар
- У Сремским Карловцима песнику Мирославу Максимовићу додељена Бранкова награда, за збирку песама „Спавач под упијачем“, објављену 1971. године.

#### 25. септембар
- Делегација Социјалистичке омладине Југославије (СОЈ) отпутовала у посету Савезној Републици Немачкој, Краљевини Данској, Краљевини Норвешкој и Краљевини Шведској.

#### 28. септембар
- У Љубљани одржана 28 седница Централног комитета СК Словеније на којој је разматрана кадровска политика и односи на Универзитету у Љубљани. На седници је наглашено да у високошколској настави треба да се уведе више марксистичких принципа и методологије.
- У Београду одржана проширена седница Централног комитета СК Србије на којој се расправљало о економској ситуацији и даљем развоју самоуправних односа.

#### 29. септембар
- Објављен садржај Писма председника СКЈ и Извршног бироа Председништва СКЈ које је било упућено свим организацијама и члановима СКЈ. Писмо је написано на седници Извршног бироа од 18. септембра. У писму се говорило о отклањању негативности у друштву - као што су појава корупције, крађе и других сличних облика злоупотребе добара и доходака. Поред овога у писму се истакло да су закључци 21 седнице Председништва СКЈ (одржане децембра 1971) и Акциони програм донет на Другој конференцији СКЈ (одржаној јануара 1972) обавезујући за све водеће органе Савеза комуниста и да они у свом практичном деловању морају да реафирмишу и доследно остварују политички курс Деветог конгреса СКЈ (одржаног марта 1969).

#### 30. септембар
- У посету Југославији, допутовала војна делегација Арапске Републике Египат, коју је предводио генерал Мохамед Садек, заменик председника Владе и министар рата.